# Чурбешть
Чурбешть, Чурбешті (рум. Ciurbești) — село у повіті Ясси в Румунії. Входить до складу комуни Мірослава.
Село розташоване на відстані 315 км на північ від Бухареста, 8 км на південний захід від Ясс.

## Населення
За даними перепису населення 2002 року у селі проживали 738 осіб, усі — румуни. Усі жителі села рідною мовою назвали румунську.